# Kuta
A Kuta (oroszul: Кута) folyó Oroszország ázsiai részén, az Irkutszki területen, a Léna bal oldali mellékfolyója.
Neve az evenki кута szóból származik, jelentése: 'alacsonyan fekvő, mocsaras terület'. Az oroszok betelepedése előtt a terület evenek nomád szálláshelye volt.

## Földrajz
Hossza: 408 km, vízgyűjtő területe: 12 500 km², évi közepes vízhozama a torkolat közelében: 61,1 m³/s.
Uszty-Kuttól 80 km-re északra ered és a Közép-szibériai-fennsík délkeleti peremén, a Léna–Angara-fennsíkon folyik. Kezdetben nyugat felé, majd éles kanyarulat után dél felé folyik. Legnagyobb mellékfolyója, a Kupa (166 km) torkolatától végig kelet felé halad és Uszty-Kutnál ömlik a Lénába, 3466 km-re annak torkolatától. Utolsó nyolc kilométeres szakaszán a város területén folyik keresztül. 
Vízgyűjtő területét tajga borítja, a felső folyásának völgye erősen mocsaras. A Kupa torkolatától, Kajmonovo falutól kb. 60 km-en át völgyében vezet a Bajkál–Amur-vasútvonal Tajsetből induló szakasza és a Tulun–Bratszk–Uszty-Kut (korábban P-419 jelű) autóút.